# Urocyon progressus
Urocyon progressus – gatunek wymarłego ssaka z rzędu drapieżnych i rodziny psowatych. Jego szczątki kopalne odkryto w stanie Kansas w USA.